# Новоспасский проезд
Новоспа́сский прое́зд — крупная улица в центре Москвы в Таганском и Южнопортовом районах между улицей Большие Каменщики и Симоновским Валом.

## История
Образован в 1990 году. Назван в по Новоспасскому монастырю XV—XVI веков (находится на Крестьянской площади). Согласно Генплану 1935 года по трассе Нососпасского проезда должен был пройти один из главных лучей, Солянка — ЗИС. На месте Новоспасского монастыря по проекту Аркадия Мордвинова (1937 год) предполагалось возведение комплекса жилых домов, который должен был занять весь квартал между Новоспасским и Саринским переулками. Однако планам по сносу монастыря не суждено было сбыться — вероятно, благодаря тому, что постройки монастыря заняло хозяйственное управление НКВД. Из проекта Мордвинова в результате было реализовано лишь три жилых дома: №№ 3 корпус 1, 3 корпус 2 по Новоспасскому проезду; № 2 по Саринскому проезду.

## Описание
Новоспасский проезд продолжает улицу Большие Каменщики после выхода на неё Новоспасского переулка и улицы Гвоздева, проходит на юго-восток, слева к нему примыкают Воронцовский и Лавров переулки, Крестьянский тупик и Динамовская улица, справа находятся Новоспасский монастырь, Крестьянская площадь и Саринский проезд. Затем проезд пересекает 3-й Крутицкий переулок, 1-й Крутицкий переулок, справа к нему примыкает Арбатецкая улица, после выхода на него улицы Мельникова и улицы Симоновский Вал становится Симоновским Валом.

## Здания и сооружения
По нечётной стороне:
По чётной стороне: